# 惣無事令
惣無事令（そうぶじれい）は、豊臣秀吉が大名間の私闘を禁じた法令とされるもの。
惣無事（そうぶじ）が成立したことで中世の私戦、私的執行、私刑罰などはほぼ禁じられることとなり、裁判権や刑罰権を武家領主が独占する公刑主義へと移行したとされる。藤木久志によって提唱され定説化したが、後述する通り様々な批判がなされ議論となっている。

## 藤木久志による「惣無事令」論
歴史学者の藤木久志は、刀狩令や海上賊船禁止令、喧嘩停止令など、私闘を抑制する一連の法令と併せて豊臣平和令（とよとみへいわれい）という概念を提唱した。これは神聖ローマ帝国のラント平和令などに示唆を受けている。
豊臣平和令のうち、大名間の私的な領土紛争を禁止するものが惣無事令とされる。つまり、領土紛争においては、全て豊臣政権がその最高処理機関として処理にあたり、これに違反する大名には厳しい処分を下すという法令である。また、秀吉は関白の立場を明確に示す形で、あくまでも天皇の命令（勅定）によって私闘禁止（天下静謐）を指令するという立場を掲げた。
惣無事令は、1585年（天正13年10月）に九州地方、1587年（天正15年12月）に関東・奥羽地方に向けて制定された。惣無事令の発令は、九州征伐や小田原征伐の大義名分を与えた。特に真田氏を侵略した後北条氏は討伐され北条氏政の切腹に至り、また伊達政宗、南部信直、最上義光らを帰順させる事に繋がった（奥州仕置）とされる。この惣無事令によって、天正16年の後陽成天皇の聚楽第御幸の際など、参集した全国の諸大名から関白である秀吉への絶対服従を確約する誓紙を納めさせ、その違背に対して軍を動員した包囲攻撃のみならず、一族皆殺しを含む死罪・所領没収ないし減封・転封といった厳罰を与えた。いわば、天下統一は惣無事令で成り立ち、豊臣政権の支配原理となったのである。

## 「惣無事令」を示す書状の例
1. 『島津家文書』344号。天正13年10月2日付島津義久宛書状 (九州での私闘禁止)

"就勅定染筆候、仍関東不残奥州果迄被任倫命、天下静謐処、九州事于今鉾楯儀、不可然候条、国郡境目相論、互存分之儀被聞召届、追而可被仰出候、先敵味方共双方可相止弓箭旨、叡慮候、可被得其意儀尤候、自然不被専此旨候者、急度可被成御成敗候之間、此返答各為二者一大事之儀候、有分別可被言上候也"
(現代語訳)勅定(帝の命)についてお伝えする。さて関東はもとより奥州の果てまで帝の命に服し、天下は平穏であるのに、九州においては今なお干戈を交えることが発生しており、これは怪しからぬことである。国・郡の境界は協議を行い、双方の言い分は帝に聞き届けられ、追って沙汰があるだろうから、まず敵味方双方ともに弓矢をおさめることこそ、帝の思し召しである。その御意志に沿うことは当然のことであるから、この旨に従わぬ者は、必ずや御成敗なされるであろう。この命に対する返答は各々方には一大事であるから、十分に分別をもって帝に言上なされるが良い。
2. 「秋田藩家蔵文書」13号。「多賀谷修理進」（多賀谷重経カ）宛書状 (関東東北の私闘禁止) 

"対石田治部少輔書状、遂披見候、関東・奥両国迄、惣無事之儀、今度家康ニ被仰付候条、不可有異儀候、若於違背族者、可令成敗候、猶治部少輔可申候"
(現代語訳)石田治部少輔(三成)の書状について、よく見られたことと存ずる。関東、陸奥・出羽の両国においては、惣無事の令(一切の私闘を禁ずる令)を発令し、この度(徳川)家康を通じて仰せ付けたから、異議のないよう。もしこれに背く者があれば、必ずや成敗する。なお、治部少輔(石田三成)がその旨申し渡してある。

惣無事という表現は2.の段階で現れる。上記の2つは著名であり「日本史史料3」岩波書店などの学術用の日本史史料集に掲載されている。特に2．の「多賀谷修理進」宛書状の年次比定は、惣無事令論の是非に大きな影響を及ぼす。藤木久志は天正15年、鴨川達夫は天正16年とする。一方、粟野俊之・藤井譲治らは天正14年に比定している。

## 「惣無事令」論への批判
上記のような文書を「惣無事令」という豊臣秀吉が統一権力として施行した法令と考えることには、竹井英文と藤井譲治から批判がなされている。なぜなら秀吉以前にも、信長や足利将軍をはじめ、権力者が出した停戦令は数多くあったからである。例えば、織田信長は、1582年（天正10年）の甲州征伐後の東国統治において、「惣無事」と称して戦闘停止を命じている。また、「惣無事」という言葉も戦国期を通じて関東などにおいて用いられていたものだった。
また「惣無事令」の根拠となっている文書の多くは、単に秀吉に接触してきた領主たちに対する返書であったり、個別の領主に対する委任に過ぎなかったりするのである。すなわち、従来「惣無事令」とされてきたものは、強力な政権が一方的に領主に対して命じた「令」という性質のものではなく、秀吉が東国の領主たちを支配下に置く過程で彼らに対して行った働きかけの集積にすぎない。それにもかかわらず、それを「惣無事令」と呼び習わすことは、実態に即していないこととなる。
また、藤木が提唱するに当たり行なった各種文書の年代確定にも疑問が呈されている。藤井譲治は「惣無事令」とされる文書が秀吉の関白任官前に発給されたものでないことを指摘した。
さらに藤田達生は、四国国分、北国国分の豊臣政権の境界紛争への介入の実態を検討し、両国分とも境界の一方の側から加担して惣無事ではなく強圧的な軍事力で制圧し、従属させている。九州国分は豊臣政権側が境界を接していない遠隔地だが、名分として天皇権威による惣無事を持ち出して動員による軍事介入をして屈服させている。これら国分のたびに豊臣政権は専制化の進展をすすめ、惣無事とは、戦国大名らへの境界紛争の介入の名分にすぎないと、藤木久志の惣無事論と豊臣平和令論を否定している。

## 批判への反論
「惣無事令」が法令にあたらないという見解に対しては、丸島和洋らによって再反論がなされている。すなわち、惣無事令論を中世法の一環であると位置づければ、法令として理解できるとする議論である。
なお、「惣無事令」をめぐる議論の背景には、豊臣政権の基本的な性格をめぐる学説の対立がある。すなわち、秀吉が武力による強硬な外交政策を進めたという藤田達生などの見解と、秀吉の政策基調を社会の「平和」化にあるとする藤木久志らの見解の対立である。